# Aach-Linz
Aach-Linz ist eine von sieben Ortschaften der Stadt Pfullendorf im Landkreis Sigmaringen in Baden-Württemberg (Deutschland).

## Geographie

### Geographische Lage
Das Doppeldorf liegt rund fünf Kilometer westsüdwestlich von Pfullendorf in einem breiten Talbecken an der hier nur flach in das Jungmoränengelände eingesenkten oberen Linzgau-Aach, die als Linzer Aach namensgebend für die beiden Ortsteile Aach und Linz war. Sie entspringt als Aach etwa drei Kilometer westlich im Ruhestetter Ried und mündet bei Seefelden in den Bodensee. Der Bach trennt Aach, den höher gelegenen, nördlichen Ortsteil, vom tiefer gelegenen Ortsteil Linz, bevor er nach einem großen Bogen Linz noch einmal im Südosten durchfließt.
Der Ortsname Linz ist wohl ursprünglich auf den keltischen Flussnamen Lentia zurückzuführen. Nach dem Gewässer wurde der alemannische Teilstamm der Lentienser und, ähnlich wie bei anderen Flüssen, die umgebende Landschaft Linzgau (eine frühmittelalterliche Grafschaft) benannt. Der Bachname Aach ist jüngeren Ursprungs und nomenklatorisch für Aach.

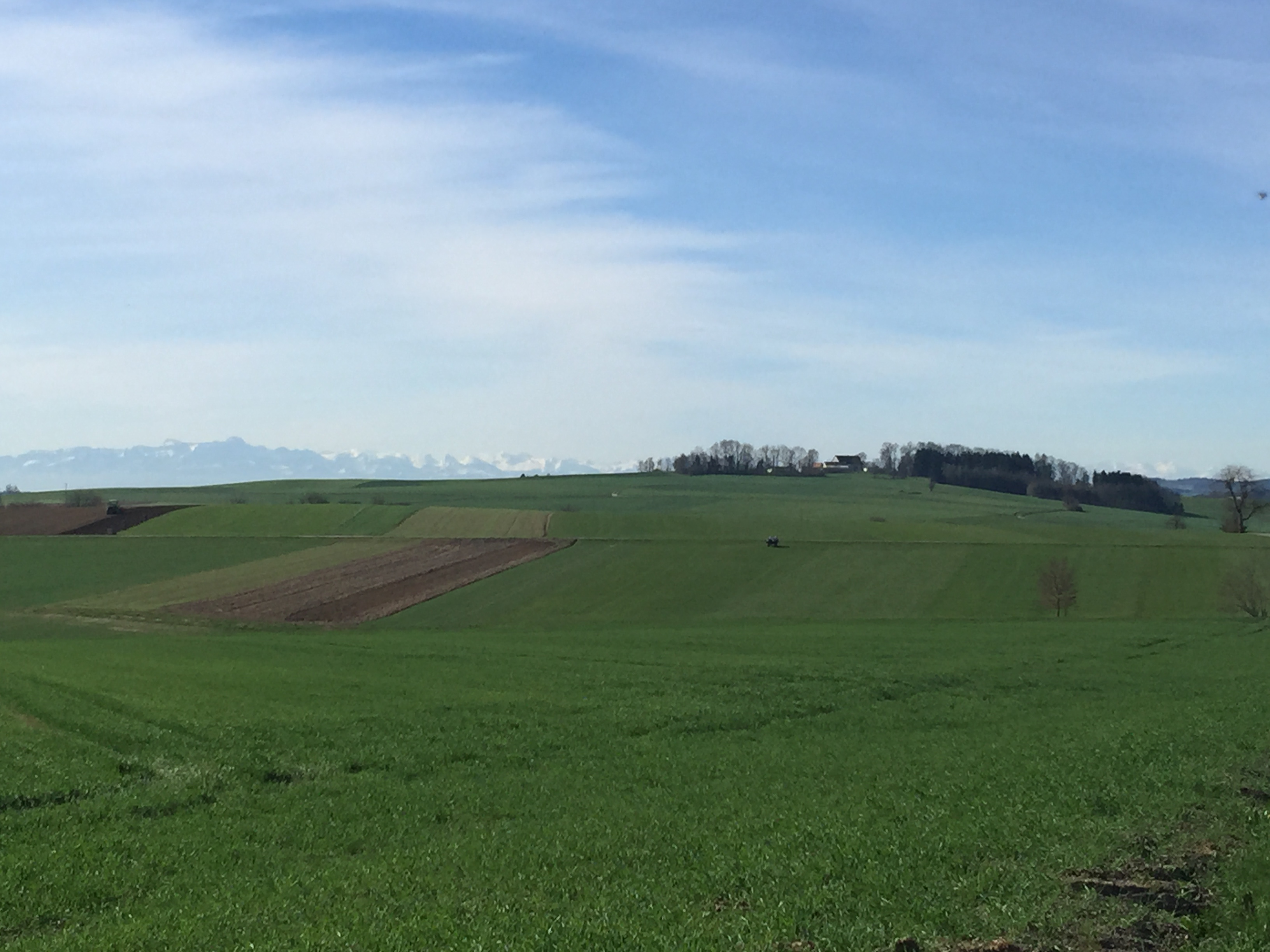
Der Buchschoren (Nordansicht, von Hippetsweiler aus gesehen)

Höchstgelegener Punkt des Ortes ist beim Wohnplatz Buchschoren der gleichnamige, 681 Meter hohe Hügel, eine Endmoräne der Würmkaltzeit. Von hier hat man einen Panoramablick in Richtung Alpenkette, Pfullendorf und Liggersdorf. Zugleich befindet sich hier die Europäische Hauptwasserscheide: Die südliche Regenrinne des Anwesens entwässert in den Bodensee und somit in den Rhein als Vorfluter der Nordsee, die nördliche in die Donau und somit ins Schwarze Meer.

### Teilorte
Zur Ortschaft Aach-Linz gehören der Ort Aach-Linz, das Dorf Sahlenbach (vormals Gemeinde Herdwangen), der Weiler Reute (vormals Gemeinde Großschönach), die Höfe Mittlere Mühle, Schallerhof, Schlegelhof und Untere Mühle und die Häuser Auf der Haige, Buchschoren, Klein-Karlsruhe und Steinbruch.

## Geschichte
Aus vor- und frühgeschichtlicher Zeit sind Siedlungsspuren bekannt: Knochenfunde, die in der Nähe der Kirche gemacht wurden, bezeugen eine erste Besiedlung in der Mittel- und Jungsteinzeit (4000 bis 1800 v. Chr.). Es folgen Streufunde, die im Gewann Thiergarten gewonnen wurden, und südlich davon im Gewann Gertholz befinden sich die Reste einer Viereckschanze an der Straße von Aach-Linz nach Herdwangen. Keramikfunde geben Auskunft über eine Besiedlung im Spätlatène (um 100 v. Chr.) durch die Kelten, die dem Stamm der Vindeliker angehörten (450 bis 50 v. Chr.). Im Wald Remser Holz befinden sich die Reste einer vorgeschichtlichen Wallanlage.
Römische Mauerreste einer Villa Rustica im Gewann Maueräcker weisen zusammen mit einzelnen Fundmünzen auf eine spätere römische Besiedlung hin. Zwei Münzen datieren in die Nachlimeszeit zwischen 306 und 317 n. Chr. Die Villa Rustica wurde vermutlich bei der Alamanischen Landnahme durch die Lentienser, die zwischen 300 und 500 n. Chr. das nördliche Bodenseegebiet besiedelten, zerstört.
Aach-Linz bestand bis 1924 aus vier Ortschaften: Linz war ein Rittergut, Aach gehörte zum fürstenbergischen Heiligenberg, Sahlenbach dem Kloster Petershausen und Reute der Stadt Überlingen. Die genaue Ortsgründung ist nicht überliefert; Linz jedoch dürfte deutlich älter sein als Aach.
Linz wurde erstmals 849 in einer Urkunde erwähnt. Ein Adel von Linz ist 1239 und 1263 genannt, ein Adelssitz jedoch ist nicht bekannt. Die Kirche und Pfarrei St. Martin zu Linz wird 1243 urkundlich bezeugt. Im Jahr 1353 unterstand sie dem Patronat der Herren Gremlich von Pfullendorf, deren Reichslehen es 1376 wurde. 1440 kam es das Reichslehen an die Herren von Reischach, später von Freyberg, von Neuhausen und von Schwendi. Weiterhin unterstand Linz dem niederen Gericht der Reichsstadt und Spital zu Überlingen sowie dem Kloster Wald.
Im Jahre 1665 hatte auch ein Edler von Neuhaus den Rest des Rittergutes Linz an Stelle einer Schuldforderung dem Konstanzer Jesuitenkolleg überlassen, das aber erst 1671 in vollberechtigten Besitz kam, als die kinderlos gebliebenen Freyberger den Jesuiten ihr Linzer Gut vermachten. Die Herrschaft Linz, 1773 zur vorderösterreichischen Landgrafschaft Nellenburg gehörend, war bis zur Mediatisierung 1805 vorderösterreichische Kammer und unterstand dem Ritterkanton Hegau, diesem stand das Steuer- und Waffenrecht zu; die Hochgerichtsbarkeit lag in der fürstenbergischen Grafschaft Heiligenberg, der wohl schon früh die Oberhoheit zustand.
Die erste urkundliche Erwähnung von Aach stammte aus dem Jahr 1185. 1458 war Aach im Besitz der Gremlich zu Pfullendorf und 1557 war der Weiler im Besitz des Grafen Friedrich von Fürstenberg. Steuerhoheit hatte das Kloster Königsbronn und das Spital Pfullendorf. Bis zum Jahr 1806 gehörte Aach dem Hause Fürstenberg an und kam anschließend zum Großherzogtum Baden. Grundherrschaftlichen Besitz an der Herrschaft Herdwangen hatte bis 1803 das Kloster Petershausen.
Nach der Säkularisation waren Aach und Linz ab 1809 dem Bezirksamt Pfullendorf im badischen Seekreis als selbstständige Gemeinden zugeordnet.
1924 schlossen sich die beiden Dörfer zu einem selbstständigen Doppeldorf zusammen. Aach-Linz war weiterhin dem Amt Pfullendorf zugeordnet. 1936 wurde es mit dem Bezirksamt Überlingen zu einem Amt vereinigt, aus dem 1939 der Landkreis Überlingen entstand.
Gegen Ende des Zweiten Weltkriegs waren in der Turnhalle französische Kriegsgefangene untergebracht. Am 25. Februar 1945 entlud ein Bomber, vermutlich durch Notabwurf, neun Sprengbomben und über 100 Stabbrandbomben auf freiem Feld zwischen Aach-Linz und Herdwangen. Bei den Todesmärschen aus den Lagern des Unternehmens Wüste in Richtung schwäbisches Oberland und Alpen wurde eine Kolonne von ausgemergelten, vielfach kranken KZ-Häftlingen von Meßkirch über Wald und Aach-Linz nach Ostrach geführt und traf dort am 22. April 1945 ein. Bereits vor der Ankunft in Ostrach wurden zwei entkräftete Häftlinge im Wald bei Buchschoren erschossen. Der Ebersbacher Pfarrer notierte damals in der Pfarrchronik: „Wer nicht mehr kann, erhält den Genickschuss – aus.“ Zeugen aus Denkingen bestätigten dieses. Im Wald zwischen Ostrach und Pfullendorf erinnern noch zwei Einzelgräber an diese damalige Greultat der Wachmannschaft. Nach Kriegsende war Aach-Linz Teil der Französischen Besatzungszone.
Die Kreisreform von 1973 hatte die Eingliederung in den Landkreis Sigmaringen zur Folge. Die Doppelgemeinde wurde am 1. Januar 1975 in die Stadt Pfullendorf eingemeindet.
Zählte Aach-Linz in den 1960er Jahren noch rund 50 Landwirte, gibt es im Jahr 2015 nur noch neun Vollerwerbslandwirte und einige Nebenerwerbslandwirte. Dafür kamen jedoch im Gewerbegebiet Stelzacker und im ganzen Ort viele Firmen und Dienstleister hinzu.

### Einwohner
In Aach-Linz leben aktuell 1249 Einwohner (Stand: 31. Dezember 2024).

## Religion
Die katholische Pfarrgemeinde St. Martin gehört zur Seelsorgeeinheit Wald/Hohenzollern im Dekanat Sigmaringen-Meßkirch. Zum kirchlichen Waldbesitz zählt der „Linzer Fond“, ein rund 250 Hektar großes Waldstück zwischen Sahlenbach und Herdwangen, das dem Erzbistum Freiburg gehört. Dessen Ertrag steht seit Jahrhunderten dem Freiburger Erzbischof zur Verfügung steht. In Linz wurde einst Wein angebaut: Die ortsansässigen Jesuiten kelterten aus den Trauben ihren Messwein. Die Evangelische Gemeinde gehört nach Pfullendorf.

## Politik

### Ehemalige Bürgermeister
- 1970–1975: Oskar Rapp[16]

### Ortschaftsrat
Die Ortschaft Aach-Linz hat einen eigenen Ortschaftsrat, der aus neun ehrenamtlich tätigen Ortschaftsräten inklusive eines Ortsvorstehers als Vorsitzenden besteht. Sitz der Ortsverwaltung ist das Aach-Linzer Rathaus. Der Ortschaftsrat besteht seit 1975 und wird direkt gewählt. Die Wahlperiode dauert fünf Jahre.

### Ortsvorsteher
- 1975–1984: Oskar Rapp[16]
- seit 1999: Emil Gabele (CDU)[3]
- seit 2019 Edgar Lang (FW)

### Wappen
Das Wappen von Aach-Linz zeigt in geteiltem Schild mit blau-silbernem Wolkenbord oben in Rot zwei goldene Schrägbalken, unten in Blau drei (2:1) goldene Kugeln.

## Kultur und Sehenswürdigkeiten

### Bauwerke

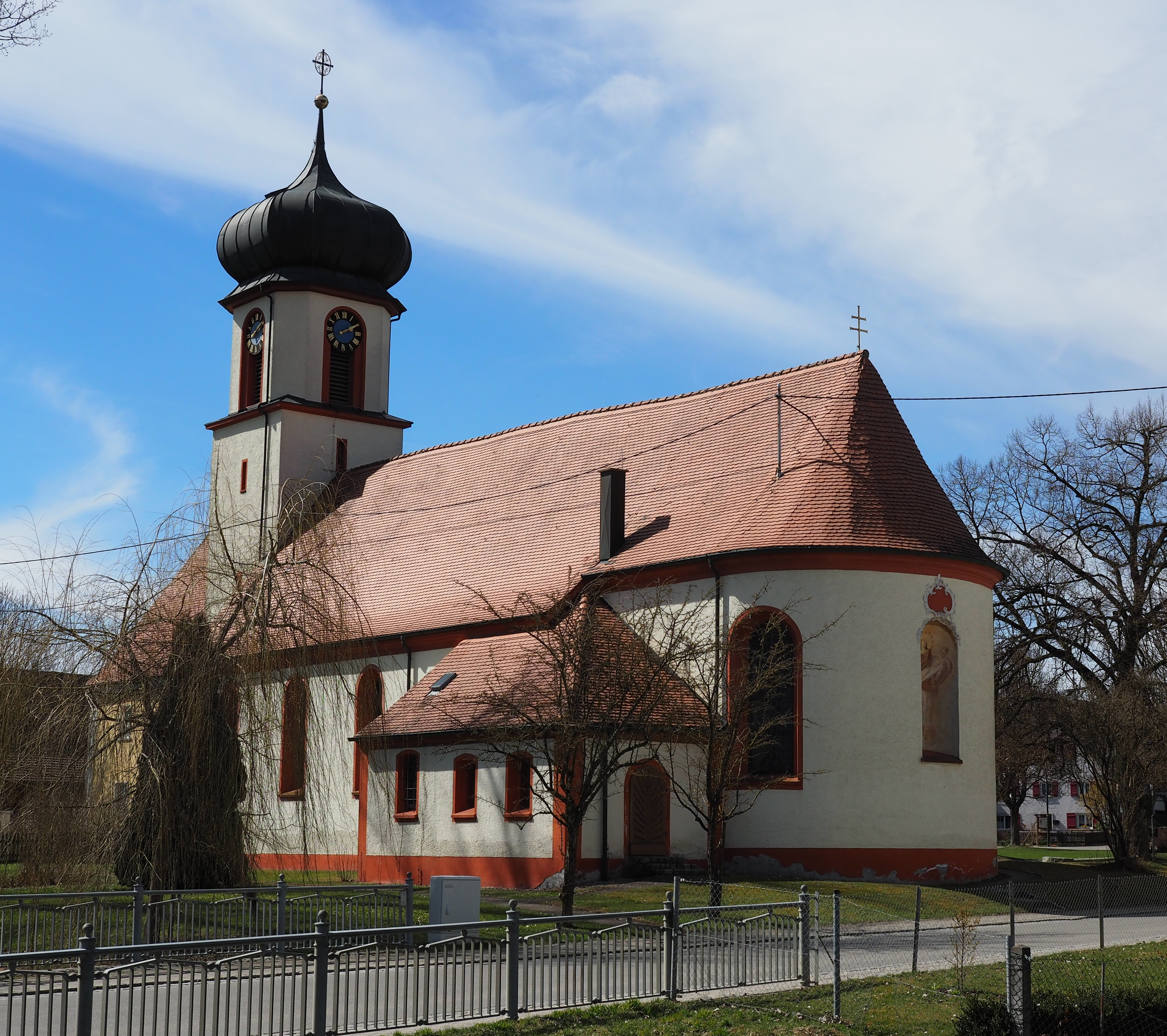
Kath. Pfarrkirche St. Martin – Ostansicht

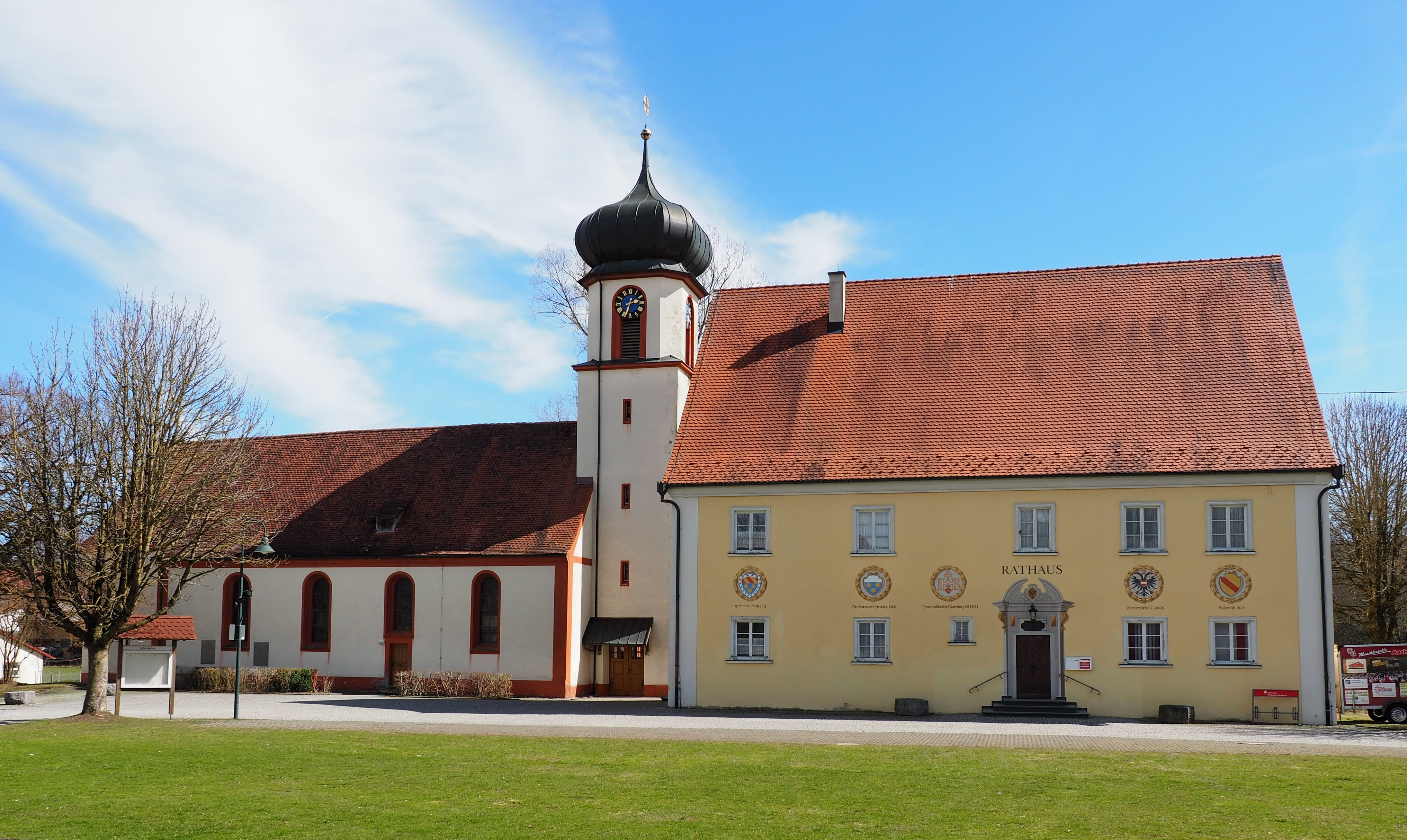
Katholische Pfarrkirche St. Martin und Rathaus – Westansicht

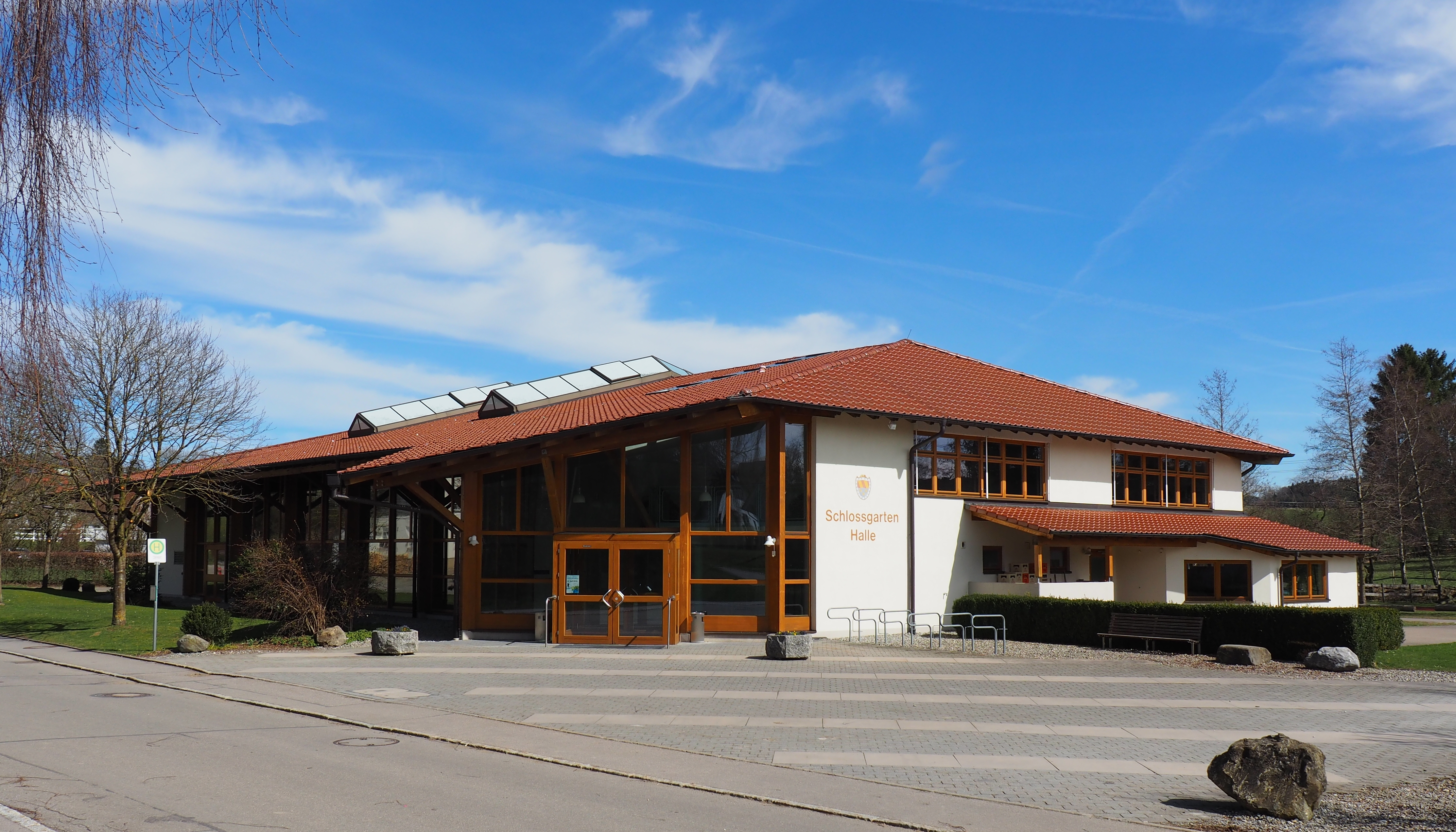
Schlossgarten-Halle

- Der Martinsplatz mit dem Rathaus und der Pfarrkirche St. Martin ist ein neu gestalteter Dorfplatz und bildeten den Ortsmittelpunkt von Linz:
  - Die Kath. Pfarrkirche St. Martin wurde 972 erstmals erwähnt.[17] Der heutige Kirchenbau geht auf das Jahr 1275 zurück.[17]
  - Das heutige Rathaus ist im sogenannten Freyberg'schen Schlösschen untergebracht. Es entstand Ende des 16. Jahrhunderts als Herrschaftshaus die Dorfherren von Freyberg.
- Der Kelnhof aus dem 15. Jahrhundert war Zehnt- und Gerichtshof von Aach. Hier saßen die Herren vom Domkapital und die Vögte der Werdenberger zu Gericht.
- Das Alte Schule (Baujahr 1832) in der Oberdorfstraße wurde aus Abbruchsteinen des Steinbrunnertores Pfullendorf erbaut. Es war bis zum Bau der neuen Schule 1962 in Betrieb. Im Neubau ist heute die Montessori-Grundschule Linzgau untergebracht.[3]
- Seit 2001 wird die Schlossgarten-Halle für kulturelle Veranstaltungen genutzt.[18]
- Früher gab es drei Mühlen in Aach-Linz: die Obere, Mittlere und Untere Mühle. Alle sind außer Betrieb.[3]

### Regelmäßige Veranstaltungen
- Der Wochen- und Bauernmarkt findet seit 2006 jeweils donnerstags zwischen 16:00 und 18:30 Uhr statt.[19][3]

## Wirtschaft und Infrastruktur

### Verkehr
Aach-Linz liegt am westlichen Teil der stillgelegten Bahnstrecke Altshausen–Schwackenreute, die von den Badischen Staatseisenbahnen am 11. August 1873 eröffnet wurde. Der Ortsteil Aach verfügte über einen Bahnhof. 1951 wurde die Zugfolgestelle aufgehoben und in eine Haltestelle zurückgestuft. Die Deutsche Bundesbahn stellte am 26. September 1971 den Personenverkehr auf der gesamten Strecke ein. Bis dahin konnte man mit dem „Schienenbus“ von Pfullendorf nach Aach-Linz fahren. Der Streckenabschnitt wurde nur noch für den Güterverkehr genutzt, der seinerseits am 29. Mai 1983 auf dem westlichen Abschnitt zwischen Schwackenreute und Pfullendorf eingestellt und der Abschnitt abgebaut wurde. Der Öffentliche Personennahverkehr (ÖPNV) erfolgt heute gänzlich über die Busverbindung Pfullendorf–Überlingen im Bodensee-Oberschwaben Verkehrsverbund (bodo). Aach-Linz wird von der Bodenseestraße L 194/195 durchquert. Eine Verkehrsbelastung durch Personen- und Lastkraftwagen soll durch eine Ortsumfahrung behoben werden. Sie ist für den Maßnahmenplan zum Generalverkehrsplan angemeldet.

### Bildung
- Montessori-Grundschule Linzgau